# Orpheus - La finestra di Orfeo
Orpheus - La finestra di Orfeo (オルフェウスの窓?, Orufeusu no mado) è un manga di Riyoko Ikeda serializzato tra il 1975 e il 1981 sulla rivista Margaret di Shūeisha e in seguito raccolto in 18 volumi tankōbon.
Grazie alla realizzazione de La finestra di Orfeo l'autrice vinse il 9º Premio d'Eccellenza da parte dell'Associazione dei fumetti giapponesi nel 1980.

## Trama
La storia narra le vicende legate alle vite di alcuni studenti di conservatorio nella città di Ratisbona, in Germania, negli ultimi anni dell'Ottocento e nei primi del Novecento. Nel corso dell'opera, da uno scenario caratterizzato dall'ambiente borghese della Germania post-Bismarck, si passa al palcoscenico delle due rivoluzioni russe, alla prima guerra mondiale e alla fine del casato dei Romanov.
La protagonista della storia è Julius: una ragazza che è costretta dalla madre a fingersi maschio sin dalla nascita, per poter così ereditare l'intero cospicuo patrimonio del padre ormai prossimo alla morte, a discapito delle due sorellastre, figlie di primo letto.
Julius è iscritta a un conservatorio maschile dove da generazioni si tramanda una leggenda: chiunque si affacci alla cosiddetta "finestra di Orfeo" sarà vincolato in un amore con la prima fanciulla che vedrà al di sotto. Un amore che però finirà in tragedia, come il mito di Orfeo ed Euridice.
La prima parte della storia, ambientata in Germania, è incentrata sul rapporto fra tre ragazzi protagonisti e sulla questione dell'eredità del padre di Julius. Vi sono poi come contorno altre storie d'amore minori che s'intrecciano con le principali, oltre a rivalità e ipocrisie.
La storia si sposta poi dalla Germania in Austria seguendo le vicende di Isaak, uno studente povero che studiò alla stessa scuola di Julius grazie a una borsa di studio a favore del suo talento. Klaus è il terzo protagonista, compagno di scuola di Julius e Isaak. Nella terza parte del manga, quasi interamente ambientata in Russia: le vicende personali dei protagonisti, Julius e Klaus, a questo punto s'intersecano con quelle dei bolscevichi e della rivoluzione russa.

## Personaggi
- Julius Leonherd von Ahlensmeyer (ユリウス・レオンハルト・フォン・アーレンスマイヤ?, Yuriusu Reonharuto fon Ārensumaiya) è la protagonista della serie.
- Isaak Gotthilf Weisheit (イザーク・ゴットヒルフ・ヴァイスハイト?, Izāku Gottohirufu Vaisuhaito) è il co-protagonista della serie.
- Alekseij Mihailov (アレクセイ・ミハイロフ?, Arekusei Mihairofu), conosciuto anche come Klaus Friedrich Sommerschmitt (クラウス・フリードリヒ・ゾンマーシュミット?, Kurausu Furīdorihi Zonmāshumitto)

## Pubblicazione

### Edizione giapponese
In Giappone la prima pubblicazione è avvenuta nel corso di cinque anni sulla rivista settimanale Shukan Margaret, edita dalla Shūeisha, per poi essere ospitata dalla rivista Seventeen, rivolta a un pubblico più maturo. Successivamente l'opera è stata raccolta in diciotto tankōbon di duecento pagine l'uno, i quali da allora hanno conosciuto numerose ristampe.
| Nº                                                   | Titolo italiano (edizione J-Pop) Giapponese 「Kanji」 - Rōmaji                                             | Data di prima pubblicazione          | Data di prima pubblicazione |
| Nº                                                   | Titolo italiano (edizione J-Pop) Giapponese 「Kanji」 - Rōmaji                                             | Giapponese                           |                             |
| Parte 1: Ratisbona (Regensburg), Germania (7 volumi) | |                                      |                             |
| 1                                                    | I due nuovi studenti 「ふたりの転入生の巻」 - Futari no tennyūsei no maki                                  | 20 marzo 1976 ISBN 4-08-850227-2     |                             |
| 2                                                    | Il segreto di Klaus 「クラウスの秘密の巻」 - Kurausu no himitsu no maki                                    | 20 aprile 1976 ISBN 4-08-850230-2    |                             |
| 3                                                    | L'incidente di carnevale 「カーニバルの出来事の巻」 - Kānibaru no dekigoto no maki                         | 20 agosto 1976 ISBN 4-08-850247-7    |                             |
| 4                                                    | Il futuro di Isaak 「イザークの将来は…の巻」 - Izāku no shōrai wa... no maki                               | 20 settembre 1976 ISBN 4-08-850251-5 |                             |
| 5                                                    | Il segreto di Julius 「ユリウスの秘密の巻」 - Yuriusu no himitsu no maki                                   | 20 novembre 1976 ISBN 4-08-850259-0  |                             |
| 6                                                    | La morte di Friederike 「フリデリーケの死の巻」 - Furiderīke no shi no maki                                | 20 dicembre 1976 ISBN 4-08-850263-9  |                             |
| 7                                                    | La confessione del preside 「校長先生の告白の巻」 - Kōchōsensei no kokuhaku no maki                        | 20 gennaio 1977 ISBN 4-08-850266-3   |                             |
| Parte 2: Vienna, Austria (3 volumi)                  | |                                      |                             |
| 8                                                    | Un amore che arde l'anima e il corpo 「身も心も恋に燃えて…の巻」 - Mi mo kokoro mo koi ni moete... no maki | 20 gennaio 1978 ISBN 4-08-850321-X   |                             |
| 9                                                    | Il tanto atteso debutto 「念願のデビューの巻」 - Nengan no debyū no maki                                   | 20 febbraio 1978 ISBN 4-08-850326-0  |                             |
| 10                                                   | Le mie dita... non si muovono! 「指…が動かない！の巻」 - Yubi... ga ugokanai!! No maki                     | 20 marzo 1978 ISBN 4-08-850329-5     |                             |
| Parte 3: San Pietroburgo, Russia (7 volumi)          | |                                      |                             |
| 11                                                   | In una bufera di sconvolgimenti 「激動の嵐の中で…の巻」 - Gekidō no arashi no naka de... no maki           | 20 gennaio 1979 ISBN 4-08-850380-5   |                             |
| 12                                                   | Amore e odio si agitano 「ゆれうごく愛と憎しみ…の巻」 - Yureugoku ai to nikushimi... no maki               | 25 dicembre 1979 ISBN 4-08-850448-8  |                             |
| 13                                                   | Un amaro ricongiungimento 「再会はしたけれど…の巻」 - Saikai wa shitakeredo... no maki                     | 28 febbraio 1980 ISBN 4-08-850460-7  |                             |
| 14                                                   | Il giorno dell'evasione! 「脱獄決行!!の巻」 - Datsugoku kekkō!! No maki                                    | 1º gennaio 1981 ISBN 4-08-850543-3   |                             |
| 15                                                   | Non ti lascio più andare! 「もう…おまえを離さない!!の巻」 - Mō... omae wo hanasanai!! No maki              | 28 febbraio 1981 ISBN 4-08-850552-2  |                             |
| 16                                                   | Julius, una madre... 「ユリウスが母に…の巻」 - Yuriusu ga haha ni... no maki                               | 30 agosto 1981 ISBN 4-08-850600-6    |                             |
| 17                                                   | Gli ultimi istanti del marchese Jusupov 「ユスーポフ侯の最期の巻」 - Yusūpofu-kō no saigo no maki          | 1º settembre 1981 ISBN 4-08-850607-3 |                             |
| Epilogo (1 volume)                                   | |                                      |                             |
| 18                                                   | Addio, Julius! 「さようならユリウス!!の巻」 - Sayōnara Yuriusu!! No maki                                   | 30 ottobre 1981 ISBN 4-08-850614-6   |                             |

### Edizioni italiane
In Italia è stato pubblicato da Panini Comics sotto l'etichetta Planet Manga dall'8 aprile 2004 al 5 maggio 2005 a cadenza mensile, per un totale di 14 volumi da 256 pagine l'uno. Questa versione si basa sulla ristampa giapponese in 4 volumi. La lettura proposta è all'occidentale, con le tavole ribaltate simmetricamente rispetto all'originale nipponico.
| Nº | Data di pubblicazione |
| -- | --------------------- |
| 1  | 8 aprile 2004         |
| 2  | 6 maggio 2004         |
| 3  | 3 giugno 2004         |
| 4  | 1º luglio 2004        |
| 5  | 29 luglio 2004        |
| 6  | 2 settembre 2004      |
| 7  | 7 ottobre 2004        |
| 8  | 4 novembre 2004       |
| 9  | 2 dicembre 2004       |
| 10 | 8 gennaio 2005        |
| 11 | 3 febbraio 2005       |
| 12 | 10 marzo 2005         |
| 13 | 7 aprile 2005         |
| 14 | 5 maggio 2005         |

Una nuova edizione viene annunciata da J-Pop nel 2020 ed è composta da nove volumi (ciascuno dei quali comprendente due tankōbon originali) pubblicati dal 24 marzo 2021 al 6 luglio 2022.

### Storie fuori serie
Di questo manga negli anni successivi la Ikeda creò delle storie fuori serie, che si inserivano a posteriori negli interstizi della continuità principale. In Orpheus no mado gaiden (オルフェウスの窓外伝?), l'autrice cerca di svelare alcuni punti che nella serie principale non avevano avuto una conclusione compiuta. In questi episodi la Ikeda si è limitata a rivestire il ruolo di sceneggiare affidando i disegni a Erika Miyamoto, una sua ex assistente.